# Вилецкий, Тадеуш
Тадеуш Адам Вилецкий наст. Тадеуш Валах (пол. Tadeusz Adam Wilecki właśc.Tadeusz Wałach; 20 марта 1945, местность Вельке (польск. Wielkie) около Любартува, Любартувский повят, Люблинское воеводство Польша) — военный деятель Польши, генерал брони, глава Генерального штаба Войска Польского с 1992 по 1997 год. Кандидат на пост Президента Польши на президентских выборах в 2000 году.

## Биография
В 1963 году окончил общеобразовательную среднюю школу в городе Олесница.
В 1967 году окончил Офицерскую школу танковых войск им. Стефана Чарнецкого (польск.Oficerska Szkoła Wojsk Pancernych im. Stefana Czarnieckiego) в Познани. Был командиром взвода, а затем таковой роты в 25-м Ныском механизированном полку в Ополе.
В 1971-1974 годах учился в Академии Генерального штаба Польши им. генерала брони Кароля Сверчевского (польск. Akademia Sztabu Generalnego im. gen. broni Karola Świerczewskiego, ASG) в Рембертуве.
В 1976-1979 годах командир 18-го полка средних танков в Веджине (гмина Суленцин Суленцинский повят Любуское воеводство).
С 1979 года заместитель командира 10-й Судецкой танковой дивизии им. Героев Советской Армии (польск. 10 Sudecka Dywizja Pancerna im. Bohaterów Armii Radzieckiej) в Ополе.
В 1980-1982 годах прошёл обучение в Академии Генерального штаба Вооруженных Сил СССР им. К. Е. Ворошилова.
В 1982-1984 годах — начальник штаба, а в 1984-1986 годах — командир 5-й Саксонской танковой дивизии (польск. 5 Saska Dywizja Pancerna) в Губине. Был также членом местного комитета ПОРП в Зелёна-Гура.
В 1987-1989 годах — начальник штаба — заместитель командующего войсками Силезского военного округа.
В сентябре 1989 года назначен командующим войсками Силезского военного округа (польск. Śląski Okręg Wojskowy, SOW) со штабом во Вроцлаве.
В августе 1992 года по представлению министра национальной обороны Польши Януша Онышкевича назначен Президентом Польши Лехом Валенсой на должность начальника Генерального Штаба Войска Польского.
30 сентября 1994 года стал одним из основных участников событий, известных в Польше под названием «Дравский обед» (польск. Obiad drawski), имевших место на Дравском военном полигоне (Дравский повят Западно-Поморского воеводства) во время учебно-тренировочного курса высшего командного состава Войска Польского. В мероприятиях принимали участие высший генералитет Войска Польского во главе с Вилецким и гражданский министр национальной обороны Польши вице-адмирал в отставке Пётр Колодзейчик. Под предлогом посещения армии приехал Президент Польши Лех Валенса. Во время занятий Валенса раскритиковал всё гражданское руководство министерства обороны и комиссию по национальной обороне Сейма. Затем за обедом, в котором принимали участие командующие видами вооруженных сил и военных округов, Президент попросил генералов откровенно высказаться о ситуации в армии. Генералы также упрекали за плохую, по их мнению, ситуацию в армии гражданское руководство министерства обороны, и, в частности, министра Колодзейчика. Президент поддержал военных, а Вилецкий предложил решить вопрос на месте. Президент приказал голосовать, кто за министра, а кто против. Только два генерала воздержались, остальные были против министра. 12 октября 1994 года на заседании комиссии по национальной обороне Сейма министр Пётр Колодзейчик обвинил Президента и Вилецкого в попытке неконституционного смещения его с поста. Под давлением Президента и вопреки мнению комиссии по национальной обороне Сейма глава правительства Вальдемар Павляк принял решение об отставке министра обороны.
В марте 1997 года Президентом Польши Александром Квасьневским освобождён от занимаемой должности, а в июне 1998 года был уволен с военной службы и перешёл на пенсию.
Посвятил себя общественной работе (в том числе, являлся одним из попечителей комитета по сооружению памятника Роману Дмовскому). Критиковал проводимые в стране рыночные реформы и курс на интеграцию в Евросоюз.
В 2000 году стал одним из кандидатов на выборах Президента Польши от правой Национально-демократической партии (предвыборный лозунг: «Кандидатов много, а генерал один»). Рассказывая избирателям о своей платформе, в качестве положительного примера привёл жилищную программу Адольфа Гитлера, забыв, что живёт и баллотируется на пост главы государства в стране, где от рук гитлеровцев погибли 6 млн человек. И хотя адвокатам удалось спасти Вилецкого от снятия с выборов, по их результатам он получил всего 28 805 голосов (0,16 %), заняв предпоследнее 11 место из 12 кандидатов.

## Звания
- 1987 —  Генерал бригады
- 1990 —  Генерал дивизии
- 1992 —  Генерал брони

## Награды
- Командорский крест ордена «Возрождения Польши»
- Рыцарский крест ордена «Возрождения Польши»
- Серебряный Крест Заслуги
- Медаль «40-летие Народной Польши» (1984)
- Золотая медаль «Вооружённые силы на службе Родине»
- Серебряная медаль «Вооружённые силы на службе Родине»
- Бронзовая медаль «Вооружённые силы на службе Родине»
- Золотая медаль «За заслуги при защите страны»
- Серебряная медаль «За заслуги при защите страны»
- Бронзовая медаль «За заслуги при защите страны»
- Золотая медаль «За охрану национальных памятников»
- Командор Ордена Почётного легиона (Франция)